# Lista de instrumentos usados em cirurgia oral básica
Esta lista apresenta os instrumentos usados na cirurgia oral básica, necessários a realização de procedimentos nas cirurgias orais de rotina.

## Bisturi
A maioria dos procedimentos cirúrgicos começa incisão. O instrumento utilizado para fazer uma incisão é o bisturi, composto de um cabo e uma lâmina cortante estéril e descartável.

### Cabo
O cabo mais comumente usado é o nº 3; mais ocasionalmente o nº 7, mais longo e fino, poderá ser usado. O cabo do bisturi é preparado para receber uma variedade de diferentes formas de lâmina.

### Lâmina
A lâmina mais utilizada para cirurgia intraoral é nº 15. É relativamente pequena e pode ser usada para fazer incisões em volta dos dentes e através do mucoperiósteo. A forma dessa lâmina se assemelha à nº 10, mais longa e utilizada nas cirurgias maiores de pele.

## Deslocamento do mucoperiósteo
Após se fazer uma incisão no mucoperiósteo, a mucosa e o periósteo devem-se separar do osso subjacente em uma única camada com um destaca-periósteo.

## Controlar hemorragia
Quando se fazem incisões através dos tecidos, incisam-se pequenas artérias e veias, causando sangramento, que pode requerer mais do que uma simples pressão para o controle. Quando isto é necessário, usa-se um instrumento chamada de pinça hemostática.

## Remoção óssea

### Pinça-goiva

#### Cinzel e Martelo
Um dos métodos mais óbvios de remoção óssea é usar cinzel e martelo cirúrgicos. O osso é geralmente removido com um cinzel monoangulado, e dente usualmente seccionados com um cinzel biangulado.

### Lima para osso
é um material usado pelos dentistas, para mexer, retirar ossos

### Remoção do dente
Pinça nguinamau

## Manter a boca aberta
Plástico com resistência dura ou maleável, usada justamente para deixar a boca aberta.

## Aspiração
Sugador de metal ou até mesmo descartáveis são utilizados.

## Alavanca dentárias
Tipo meia cana: composta por três peças, uma reta apical que tem como função luxar os dentes posteriores, e dois extratores curvos, utilizados em raízes inferiores.
Elevadores Seldin: composto por três peças, uma reta triangular número 2 e duas bandeirinhas denominadas de 1L (Left) - para o lado esquerdo e 1R (Right) - para o lado direiro.

## Fórceps para extração
§  Fórceps: São instrumentais utilizados na exodontia para remoção de dentes do osso alveolar e suas raízes. São identificados por numerações, cada numeração tem uma indicação especifica:
- Fórceps Nº1: Utilizado em incisivos, caninos e, eventualmente, pré molares da arcada superior.
- Fórceps Nº150: Mesmo uso do Número 1, diferenciando-se por ser o mais recomendado para extração de pré molar superior.
- Fórceps Nº18L: Usado em Molar superior esquerdo.
- Fórceps Nº18R: Usado em molar superior direito.
- Fórceps Nº65: Utilizado para remoção de raízes residuais ou seccionado cirurgicamente, utiliza-se em qualquer região.
- Fórceps nº69: Utilizado para remoção de raiz residual ou extensa destruição coronária.
- Fórceps Nº151: Utiliza-se em incisivos, caninos e pré molares inferiores.
- Fórceps Nº17: Usado em molares com coroa íntegra.
- Fórceps Nº16: Usado em molares inferiores com extensa destruição coronária.